# Sülfeld
Sülfeld er en by og en kommune i det nordlige Tyskland, beliggende i Amt Itzstedt i den sydlige del af Kreis Segeberg. Kreis Segeberg ligger i den sydøstlige del af delstaten Slesvig-Holsten.

## Geografi
Sülfeld ligger ca. 14 km syd for Bad Segeberg. I kommunen ligger - udover Sülfeld - landsbyerne Borstel, Petersfelde, og Tönningstedt. Bundesstraße B 432) og floden Norderbeste krydser kommunen.
Rester af Alster-Beste-Kanalen, der blev anlagt i første halvdel af det 16. århundrede ses stadig i centrum af byen.
Fra 1907 til 1973 havde Sülfeld station på jernbane mellem Elmshorn-Barmstedt-Oldesloe.